# Frederick (Maryland)
Frederick es la ciudad sede del Condado de Frederick (Maryland), Estados Unidos. En 2004, la ciudad tenía 57.009 habitantes. Está ubicado al noroeste de Washington D. C. y al oeste de Baltimore, en la parte oeste del estado de Maryland. El periódico de mayor trayectoria es The Frederick News-Post.

## Demografía

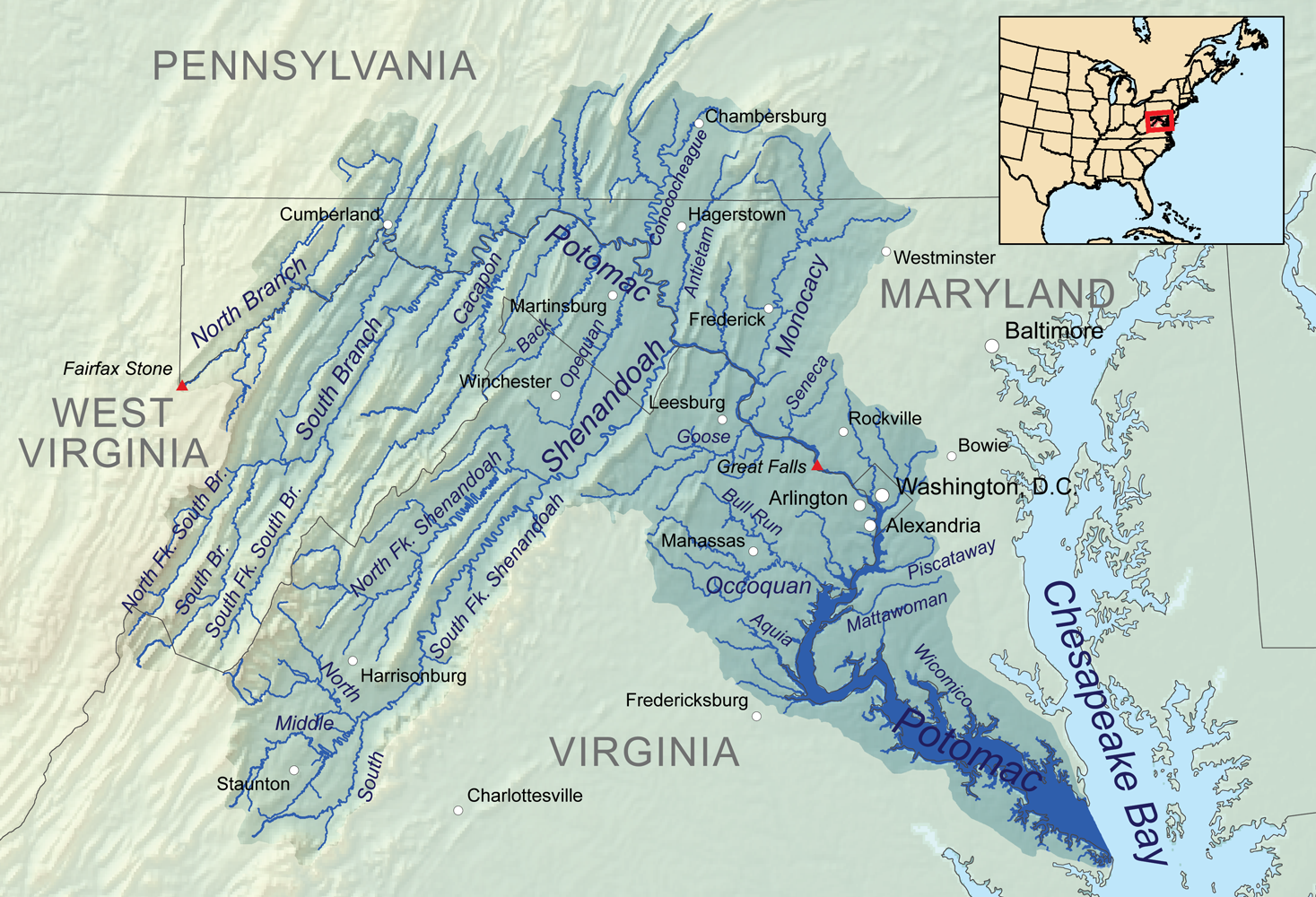
Mapa del río Potomac en el que sale —a la derecha de Potomac— Frederick

Según el censo de 2000, la ciudad cuenta con 52.767 habitantes, 20.891 hogares y 12.785 familias residentes. La densidad de población es de 997,7 hab/km² (2.584,4 hab/mi²). Hay 22.106 unidades habitacionales con una densidad promedio de 418,0 u.a./km² (1.082,7 u.a./mi²). La composición racial de la población de la ciudad es 77,04% Blanca, 14,74% Afroamericana, 0,29% Nativa americana, 3,15% Asiática, 0,06% De las islas del Pacífico, 2,26% de Otros orígenes y 2,46% de dos o más razas. El 4,80% de la población es de origen hispano o latino cualquiera sea su raza de origen.
De los 20.891 hogares, en el 32,3% de ellos viven menores de edad, 44,4% están formados por parejas casadas que viven juntas, 12,8% son llevados por una mujer sin esposo presente y 38,8% no son familias. El 30,0% de todos los hogares están formados por una sola persona y 8,8% de ellos incluyen a una persona de más de 65 años. El promedio de habitantes por hogar es de 2,42 y el tamaño promedio de las familias es de 3,05 personas.
El 25,1% de la población de la ciudad tiene menos de 18 años, el 9,3% tiene entre 18 y 24 años, el 35,2% tiene entre 25 y 44 años, el 19,0% tiene entre 45 y 64 años y el 11,3% tiene más de 65 años de edad. La mediana de la edad es de 34 años. Por cada 100 mujeres hay 90,9 hombres y por cada 100 mujeres de más de 18 años hay 87,4 hombres.
La renta media de un hogar de la ciudad es de $47.700, y la renta media de una familia es de $56.778. Los hombres ganan en promedio $38.399 contra $27.732 por las mujeres. La renta per cápita en la ciudad es de $23.053. 7,4% de la población y 4,8% de las familias tienen entradas por debajo del nivel de pobreza. De la población total bajo el nivel de pobreza, el 9,3% son menores de 18 y el 6,8% son mayores de 65 años.

## Artes
Frederick tiene un puente cubierto con un mural llamado el puente comunal. Todos los domingos a mediodía se escucha un concierto de campanas proveniente del Campanario Joseph Dill Baker.

## Puntos de interés
En Frederick está el Museo de medicina de la guerra civil, el Fuerte Detrick del Ejército de los Estados Unidos y la Escuela de sordos de Maryland.